# 7548 Engström
7548 Engström è un asteroide della fascia principale. Scoperto nel 1980, presenta un'orbita caratterizzata da un semiasse maggiore pari a 3,1528521 UA e da un'eccentricità di 0,1531177, inclinata di 0,32517° rispetto all'eclittica.